# Mies Callenfels-Carsten
Maria „Mies“ Petronella  Callenfels-Carsten (* 3. September 1893 in Roermond; † 11. September 1981 in Middelburg, Gemeinde Veere) war eine niederländische Malerin und Zeichnerin.

## Leben
Mies Callenfels-Carsten wurde als Tochter von Jacobus Jan Carsten (1858–1922) und Talka Frederika Sanders (1866–1915) in Roermond geboren und wuchs mit ihren älteren Geschwistern Lambertus (* 1888) und Riemelia Wilhelmina (* 1891) auf. Nach dem Umzug der Familie nach Den Haag studierte sie von 1913 bis 1917 an der Koninklijke Academie van Beeldende Kunsten in Den Haag bei David Bautz, Henk Meijer und Albert Roelofs. Im Anschluss unternahm sie ausgedehnte Studienreisen  nach Frankreich, Griechenland, Italien und Spanien. Neben Europa besuchte sie auch Nordafrika. Von Februar 1928 bis zur Scheidung im März 1929 war sie mit Johannes Nicolaas Voorstad verheiratet. Danach heiratete sie nach 1929 Jacobus Callenfels (1896–1961). Mit ihrem Mann und ihren mittlerweile geborenen beiden Töchtern hielt sie sich von 1934 bis 1939 im ehemaligen Niederländisch-Ostindien auf, wo sie regelmäßig an Ausstellungen teilnahm.

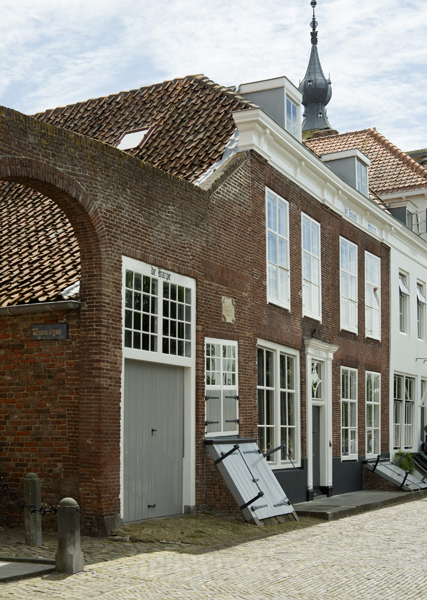
„De Zeven Sterre/De Mutse“, Kaai 15, Veere

Zurück in den Niederlanden lebte Mies Callenfels-Carsten mit ihrer Familie von 1940 bis 1947 in Haarlem, dann bis 1949 im „Het Lampsinshuis“ am Nieuwendijk in Vlissingen und anschließend bis 1956 in Den Haag. Sie war, neben anderen Künstlervereinigen, auch Mitglied des Pulchri Studio und stellte regelmäßig in Zeeland und Den Haag aus. 1956 ließ sie sich mit ihrem Mann, der mittlerweile Vizeadmiral im Ruhestand war, im Künstlerdorf Veere nieder. Sie kauften das historische Doppelgebäude „De Zeven Sterre“/De Mutse am Kaai 15 mit dem Anbau „De Harpe“, wo Mies Callenfels-Carsten in den nächsten Jahrzehnten bis ins hohe Alter arbeitete. Mit weiteren Malerinnen aus Veere zählte sie zu den Veerse Joffers. In den 1960er Jahren unternahm sie eine lange Reise durch Indonesien.

## Werk
Mies Callenfels-Carsten malte und zeichnete naturalistische Porträts, Landschaften, Stadtansichten und Blumen in Aquarell, Kreide und Ölfarbe. Sie fertigte auch Grafiken in Ätztechnik. Neben den niederländischen und europäischen Landschaften hielt sie ihre Eindrücke aus Indien fest. Ihr gesamtes Œuvre „ist realistisch und klar gezeichnet. Es strahlt eine ruhige, gedämpfte, warme und prickelnde Atmosphäre aus“.
Mies Callenfels-Carsten war von 1927 bis 1934 Mitglied des Haagse Kunstkring Den Haag und von 1940 bis 1949 der Künstlervereinigung „Kunst Zij Ons Doel“ in Haarlem. Dem Pulchri Studio in Den Haag gehörte sie von 1932 bis zu ihrem Tod 1981 an. Während ihrer Zeit in Niederländisch-Ostindien ab 1934 trat sie dem „Bataviaschen Kunstkring“ in Batavia bei.

## Ausstellungen (Auswahl)
- 2019/2020: Mies Callenfels-Carsten, de één na laatste Veerse Joffer. Museum Veere
- 1982: Neujahrsausstellung. Pulchri Studio, Villa am Lange Voorhout 15, Den Haag
- 1939: Onze kunst van heden. Rijksmuseum Amsterdam
- 1938: Einzelausstellung. Batavia, Java[1][3]
- 1938: Ausstellung anlässlich des Regierungsjubiläums von Königin Wilhelmina. Van Heutszboulevard, Batavia[6]
- 1927: Einzelausstellung. Den Haag[7]